# Pandai (Pantar)
Pandai is een bestuurslaag in het regentschap Alor van de provincie Oost-Nusa Tenggara, Indonesië. Pandai telt 656 inwoners (volkstelling 2010).